# Banda de 160m

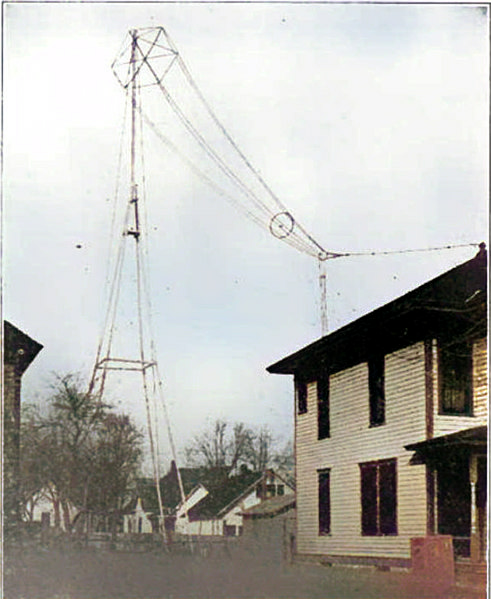
Antena de Jaula Amateur 5HK 1922, Oklahoma City, Oklahoma, EE. UU.

La banda de 160m es una banda de radioaficionados en ondas medias (MW), apenas por encima de la banda de radiodifusión que culmina a los 1710 kHz en la mayoría de los países. Es una banda de propagación nocturna.

## Uso
Durante el día es una banda de solo alcance local y además con mucho ruido. En cambio de noche se abre la propagación regional, nacional e internacional.

## Antenas
La relativa poca exigencia de la banda de 160 m sobre los componentes queda compensada por la gran exigencia sobre las antenas. En efecto, una antena dipolo para esta banda mediría 80 m de longitud, o sea, sería del mismo ancho que las alas de un Airbus A380 y mediría unos 20 metros más que la envergadura de un Boeing 747. Todo intento de acortarla se traduce en pérdidas en eficiencia, ancho de banda u otra característica. Suele funcionar muy bien la Antena Marconi.

## Propagación
La absorción de la capa D de la ionosfera prácticamente vuelve a esta banda inutilizable durante el día; algunos contactos diurnos cercanos son posibles con ángulos de tiro elevados. 
Pero al caer de la noche, las capas D y E desaparecen, y gracias a la capa F la banda de 160 m recupera rápidamente una gran actividad; contactos regionales, nacionales e internacionales son rápidamente posibles.
El ruido de parásitos es sumamente fuerte, principalmente en verano, pero reducido en invierno. Las tormentas eléctricas son perceptibles en esta banda.

## Ancho de banda

### Región 1
En la Región 1 IARU: de 1,810 a 2,000 kHz

### Región 2
En la Región 2 IARU: de 1,800 a 2,000 kHz

### Región 3
En la Región 3 IARU: de 1,800 a 2,000 kHz
- Datos: Q194991